# Lista de seriale originale Nickelodeon

Logo-ul Nickelodeon

Aceasta este o listă de seriale originale difuzate în trecut și prezent de Nickelodeon.

## Seriale difuzate în prezent[1]
- Casa Loud
- Casa Loud: Mai gălăgioasă ca niciodată
- Familia Casagrande
- Familia Thunderman: Sub acoperire
- Forța Pericol
- Henry Pericol
- Nașii mei vrăjitori
- Piatră, Foarfecă, Hârtie
- Poveștile Țestoaselor Ninja
- SpongeBob Pantaloni Pătrați
- Ștrumfii (2021)
- Tare și Clar
- Un show cu Patrick Stea

## Seriale scoase din program
- 100 de Lucruri de făcut înainte de liceu
- 44 de pisici
- Academia Regală
- Academia VVID
- Adaugă un Strop de Magie
- Ascensiunea Țestoaselor Ninja
- Astronauții
- Avatar: Legenda lui Aang
- Avatar: Legenda lui Korra
- Aventuri în Lego City
- Aventuri în Vestul Sălbatic
- Aventurile eroice ale lui Bucket și Skinner
- Aventurile lui Jimmy Neutron: Micul Geniu
- Aventurile Puștiului Pericol
- ALVINNN!!! Și veverițele
- Baloane și Gupi
- Bătrâneii lui Goldie
- Bebe Rechin și viața ca un spectacol
- Bella și Buldogii
- Big Time Rush
- Bobocii
- Blaze și mașinile uriașe
- Bunsen e o bestie
- Cafeneaua Bobiței
- Casa Anubis
- Câinele Pisică
- Cățelușul FORTE
- Chop Chop Ninja Challenge
- Clubul dramelor
- Cretăzona
- Cu juma de norma
- Danny Phantom
- De-a spionii Nickelodeon
- Departamentul de Magie
- Dora descoperă lumea
- Dora și prietenii ei
- Drake și Josh
- Echipa căprioarelor
- Echipa Umizoomi
- Elanul cutie
- El este Ponei
- Erin si Aaron
- Familia Casagrande
- Fanboy și Chum Chum
- Familia Hathaway și casa bântuită
- Familia Thunderman
- Gașca de cavaleri
- Gașca Rugrats
- Ghicitorile lui Blue și tu!
- Hai, Diego!
- Hapciu!
- Harvey Cioculeț
- Hey Arnold!
- iCarly
- Invazia Iepurilor Spațiali
- Înapoi la Fermă
- Invader Zim
- Jocurile Succesului
- Kung Fu Panda: Legendele Teribilității
- Larvele
- Lay Lay
- LEGO Jurassic World: Legenda din Isla Nublar
- Liceul Monstrilor
- Lordul Galactic și familia Underwoods
- Magazinul bizar
- Maimuțele rachetă
- Marea B!
- Marele Nate
- Marvin Marvin
- Misterele casei Anubis
- Monsuno
- Misterele din Rock Island
- Misterul familiei Hunter
- Nașii mei vrăjitori: Mai năzdrăvani ca niciodată
- Navigăm cu Santiago
- Nella: Prințesa Cavaler
- Nicky. Ricky, Dicky și Dawn
- Ni Hao, Kai-Lan
- O cronologie neasteptata cu Sammy si Raj
- Patrula cățelușilor
- Peripețiile lui Paddington
- Pinguinii din Madagascar
- Planeta lui Sheen
- Pop Pixie
- Poșta pe-aproape
- Power Rangers: Samurai
- Power Rangers: Megaforce
- Prințesa și trolul
- Profesorul Suplinitor
- Puterea Jocului cu Calvin și Kaison
- Purple and Brown
- Piatră, Hârtie, Foarefecă
- Ren și Stimpy
- Robot și Monstru
- Rusty repară-tot
- Sanjay și Craig
- Sam și Cat
- Shimmer și Shine
- Spectacolul lui Fred
- Spioanele
- Star Trek: Protostar
- Sunt Frankie
- Super Ninja
- Super Rucsacul lui Ollie
- Școala de Rock
- Totul și ceva mai mult (2019)
- True Jackson VP
- Top Wing
- Transformers: Scântei pe Pământ
- Țestoasele Ninja (2012)
- Tabara Coral  cu Spongebob minimarin
- Tyler Perry prezinta Young Dylan
- Ți-e frică de întuneric? (2019)
- Unfabulous
- Veri pe viață
- Viața la masculin
- Viața mea de tânăr robot
- Victoria in lumina reflectoarelor
- Vrăjitoare de liceu
- Winx Club
- ZellyGo
- Zokie pe planeta lui Ruby
- Zoey 101

## Seriale originale

### Seriale live-action

#### Seriale de comedie
| #                | Nume                                             | Evaluare  | Data premierei                                                | Data de încheiere                                        | # episoade |
| Anii 1980        | Anii 1980                                        | Anii 1980 | Anii 1980                                                     | Anii 1980                                                | Anii 1980  |
| ---------------- | ------------------------------------------------ | --------- | ------------------------------------------------------------- | -------------------------------------------------------- | ---------- |
| 1                | The Adventures of Pete & Pete                    | TV-Y      | 1989 (scurtmetraje) 9 februarie 1991                          | 1990 (scurtmetraje) 28 decembrie 1996                    | 39         |
| 2                | Hey Dude                                         | TV-Y      | 14 iulie 1989                                                 | 30 august 1991                                           | 65         |
| Anii 1990        |                                                  |           |                                                               |                                                          |            |
| 3                | Welcome Freshmen                                 | TV-Y7     | 16 februarie 1991                                             | 19 februarie 1994                                        | 52         |
| 4                | Clarissa Explains It All                         | TV-G      | 23 martie 1991                                                | 1 octombrie 1994                                         | 65         |
| 5                | Salute Your Shorts                               | TV-G      | 4 iulie 1991                                                  | 12 septembrie 1992                                       | 26         |
| 6                | Lumea secretă a lui Alex Mack                    | TV-Y7     | 8 octombrie 1994                                              | 15 ianuarie 1998                                         | 78         |
| 7                | My Brother and Me                                | TV-Y      | 15 octombrie 1994                                             | 2 februarie 1995                                         | 13         |
| 8                | Kenan & Kel                                      | TV-G      | 17 august 1996                                                | 14 ianuarie 2001                                         | 65         |
| 9                | Cousin Skeeter                                   | TV-Y      | 1 septembrie 1998                                             | 19 mai 2001                                              | 52         |
| 10               | 100 De Fapte Pentru Eddie McDowd                 | TV-Y      | 16 octombrie 1999                                             | 21 aprilie 2002                                          | 40         |
| Anii 2000        |                                                  |           |                                                               |                                                          |            |
| 11               | The Brothers García                              | TV-G      | 23 iulie 2000                                                 | 8 august 2004                                            | 52         |
| 12               | Noah Knows Best                                  | TV-Y      | 7 octombrie 2000                                              | 17 decembrie 2000                                        | 13         |
| 13               | Taina                                            | TV-Y      | 14 ianuarie 2001                                              | 11 mai 2002                                              | 26         |
| 14               | Romeo!                                           | TV-Y      | 13 septembrie 2003                                            | 23 iulie 2006                                            | 53         |
| 15               | Drake și Josh                                    | TV-Y7     | 11 ianuarie 2004                                              | 16 septembrie 2007                                       | 56         |
| 16               | Ned's Declassified School Survival Guide         | TV-Y7     | 12 septembrie 2004                                            | 8 iunie 2007                                             | 54         |
| 17               | Unfabulous                                       | TV-G      | 12 septembrie 2004                                            | 16 decembrie 2007                                        | 41         |
| 18               | Zoey 101                                         | TV-Y7     | 9 ianuarie 2005                                               | 2 mai 2008                                               | 61         |
| 19               | Mr. Meaty                                        | TV-Y7     | 30 decembrie 2005                                             | 23 mai 2009                                              | 20         |
| 20               | Just for Kicks                                   | TV-Y7     | 9 aprilie 2006                                                | 13 august 2006                                           | 15         |
| 21               | Just Jordan                                      | TV-Y7     | 9 aprilie 2006                                                | 13 august 2006                                           | 29         |
| 22               | The Naked Brothers Band                          | TV-Y7     | 7 ianuarie 2007                                               | 5 aprilie 2008                                           | 37         |
| 23               | iCarly                                           | TV-G      | 8 septembrie 2007                                             | 23 noiembrie 2012                                        | 97         |
| 24               | True Jackson, VP                                 | TV-Y7     | 8 noiembrie 2008                                              | 20 august 2011                                           | 60         |
| 25               | The Troop                                        | TV-G      | 12 septembrie 2009 (Nickelodeon) 29 octombrie 2012 (TeenNick) | 6 august 2011 (Nickelodeon) 8 mai 2013 (TeenNick)        | 40         |
| 26               | Big Time Rush                                    | TV-G      | 28 noiembrie 2009                                             | 25 iulie 2013                                            | 74         |
| Anii 2010        |                                                  |           |                                                               |                                                          |            |
| 27               | Victoria în lumina reflectoarelor                | TV-G      | 27 martie 2010                                                | 2 februarie 2013                                         | 57         |
| 28               | Supah Ninjas                                     | TV-G      | 17 ianuarie 2011                                              | 27 aprilie 2013                                          | 39         |
| 29               | Aventurile epice ale lui Bucket și Skinner       | TV-G      | 1 iulie 2011 (Nickelodeon) 22 decembrie 2012 (TeenNick)       | 9 iunie 2012 (Nickelodeon) 1 mai 2012 (TeenNick)         | 26         |
| 30               | How to Rock                                      | TV-G      | 4 februarie 2012                                              | 8 decembrie 2012                                         | 25         |
| 31               | Marvin Marvin                                    | TV-G      | 24 noiembrie 2012                                             | 27 aprilie 2013                                          | 19         |
| 32               | Sam și Cat                                       | TV-G      | 8 iunie 2012                                                  | 17 iulie 2014                                            | 35         |
| 33               | Familia Hathaway și Casa Bântuită                | TV-Y7     | 13 iulie 2013                                                 | 5 martie 2015                                            | 47         |
| 34               | Familia Thunderman                               | TV-G      | 14 octombrie 2013                                             | 25 mai 2018                                              | 98         |
| 35               | Vrăjitoare de liceu                              | TV-G      | 1 ianuarie 2014                                               | 30 iulie 2015                                            | 82         |
| 36               | Henry Pericol                                    | TV-G      | 26 iulie 2014                                                 | 21 martie 2020                                           | 121        |
| 37               | Nicky, Ricky, Dicky și Dawn                      | TV-G      | 30 septembrie 2014                                            | 4 august 2018                                            | 82         |
| 38               | Max & Shred                                      | TV-G      | 6 octombrie 2014 (Nickelodeon) 21 martie 2016 (TeenNick)      | 11 iulie 2015 (Nickelodeon) 31 martie 2016 (TeenNick)    | 39         |
| 39               | 100 de lucruri de făcut înainte de liceu         | TV-G      | 11 noiembrie 2014                                             | 27 februarie 2016                                        | 25         |
| 40               | Bella și Buldogii                                | TV-G      | 17 ianuarie 2015                                              | 25 iunie 2016                                            | 39         |
| 41               | Make It Pop                                      | TV-Y7     | 26 martie 2015                                                | 20 august 2016                                           | 42         |
| 42               | Talia in the Kitchen                             | TV-G      | 6 iulie 2015                                                  | 23 decembrie 2015                                        | 40         |
| 43               | Jocurile Succesului                              | TV-G      | 12 septembrie 2015                                            | 8 iunie 2019                                             | 61         |
| 44               | Academia VVID                                    | TV-G      | 5 octombrie 2015                                              | 30 octombrie 2015                                        | 20         |
| 45               | Școala de Rock                                   | TV-G      | 12 martie 2016                                                | 8 aprilie 2018                                           | 45         |
| 46               | The Other Kingdom                                | TV-G      | 10 aprilie 2016                                               | 19 iunie 2016                                            | 20         |
| 47               | Legendary Dudas                                  | TV-G      | 9 iulie 2016                                                  | 13 august 2016                                           | 6          |
| 48               | Gașca de Cavaleri                                | TV-G      | 19 februarie 2018                                             | 20 aprilie 2019                                          | 29         |
| 49               | Star Falls                                       | N/A       | 30 martie 2018 (Nickelodeon) 5 august 2018 (TeenNick)         | 28 iulie 2018 (Nickelodeon) 2 septembrie 2018 (TeenNick) | 20         |
| 50               | Veri pe viață                                    | N/A       | 24 noiembrie 2018                                             | 8 iunie 2019                                             | 20         |
| Anii 2020        |                                                  |           |                                                               |                                                          |            |
| 51               | Tyler Perry prezintă: Young Dylan                | TV-G      | 29 februarie 2020                                             | prezent                                                  | 72         |
| 52               | Forța Pericol                                    | TV-Y7     | 28 martie 2020                                                | 21 februarie 2024                                        | 63         |
| 53               | Cu juma' de normă                                | TV-G      | 7 noiembrie 2020                                              | 30 iunie 2022                                            | 46         |
| 54               | Clubul Dramelor                                  | TV-G      | 20 martie 2021                                                | 22 mai 2021                                              | 10         |
| 55               | Lay Lay                                          | TV-G      | 23 septembrie 2021                                            | 20 martie 2024                                           | 45         |
| 56               | Magazinul Bizar                                  | TV-G      | 16 ianuarie 2022                                              | 31 martie 2022                                           | 13         |
| 57               | Nașii mei vrăjitori: Mai năzdrăvani ca niciodată | TV-G      | 21 aprilie 2022                                               | 2 februarie 2023                                         | 13         |
| 58               | Casa Loud: Mai gălăgioasă ca niciodată           | TV-G      | 3 noiembrie 2022                                              | 26 noiembrie 2024                                        | 39         |
| 59               | Erin și Aaron                                    | TV-G      | 20 aprilie 2023                                               | 29 iunie 2023                                            | 12         |
| 60               | Familia Thunderman: Sub acoperire                | TV-PG     | 11 ianuarie 2025                                              | prezent                                                  | 3          |
| Seriale viitoare |                                                  |           |                                                               |                                                          |            |
| 61               | Hollywood Arts                                   | VFA       | VFA                                                           |                                                          |            |

#### Seriale de dramă
| #  | Nume                            | Evaluare | Data premierei     | Data de încheiere | # episoade |
| -- | ------------------------------- | -------- | ------------------ | ----------------- | ---------- |
| 1  | The Third Eye                   | N/A      | 4 ianuarie 1983    | 31 mai 1985       | N/A        |
| 2  | Fifteen                         | TV-14    | 2 februarie 1991   | 26 iunie 1994     | 65         |
| 3  | Space Cases                     | TV-Y     | 2 martie 1996      | 27 ianuarie 1997  | 26         |
| 4  | The Mystery Files of Shelby Woo | TV-Y7    | 16 martie 1996     | 25 octombrie 1998 | 41         |
| 5  | The Journey of Allen Strange    | TV-Y     | 8 noiembrie 1997   | 23 aprilie 2000   | 57         |
| 6  | Animorphs                       | TV-Y7    | 12 septembrie 1998 | 8 octombrie 1999  | 26         |
| 7  | Caitlin's Way                   | TV-PG    | 11 martie 2000     | 24 aprilie 2002   | 52         |
| 8  | Misterele casei Anubis          | TV-PG    | 1 ianuarie 2011    | 17 iunie 2013     | 190        |
| 9  | Deadtime Stories                | N/A      | 3 octombrie 2013   | 14 noiembrie 2013 | 11         |
| 10 | Sunt Frankie                    | TV-G     | 4 septembrie 2017  | 4 octombrie 2019  | 40         |
| 11 | Ți-e frică de întuneric?        | TV-PG    | 11 octombrie 2019  | 13 august 2022    | 13         |
| 12 | Astronauții                     | TV-PG    | 13 noiembrie 2020  | 15 ianuarie 2021  | 9          |

### Seriale animate (Nicktoons)
| #                | Nume                                      | Evaluare  | Data premierei                                                                            | Data de încheiere                                                                | # episoade |
| Anii 1990        | Anii 1990                                 | Anii 1990 | Anii 1990                                                                                 | Anii 1990                                                                        | Anii 1990  |
| ---------------- | ----------------------------------------- | --------- | ----------------------------------------------------------------------------------------- | -------------------------------------------------------------------------------- | ---------- |
| 1                | Doug                                      | TV-Y7     | 11 august 1991 (Nickelodeon) 7 septembrie 1996 (ABC)                                      | 2 ianuarie 1994 (Nickelodeon) 26 iunie 1999 (ABC)                                | 117        |
| 2                | Aventuri în patru labe                    | TV-Y      | 11 august 1991                                                                            | 1 august 2004                                                                    | 172        |
| 3                | Ren și Stimpy                             | TV-Y7     | 11 august 1991                                                                            | 16 decembrie 1995                                                                | 52         |
| 4                | Aventurile lui Rocko                      | TV-Y      | 18 septembrie 1993                                                                        | 24 noiembrie 1996                                                                | 52         |
| 5                | Aaahh!!! Real Monsters                    | TV-Y      | 29 octombrie 1994                                                                         | 16 noiembrie 1997                                                                | 52         |
| 6                | Hey Arnold!                               | TV-Y7     | 7 octombrie 1996                                                                          | 8 iunie 2004                                                                     | 100        |
| 7                | KaBlam!                                   | TV-Y7     | 11 octombrie 1996                                                                         | 27 mai 2000                                                                      | 48         |
| 8                | The Angry Beavers                         | TV-G      | 19 aprilie 1997                                                                           | 11 noiembrie 2003                                                                | 62         |
| 9                | Câinele Pisică                            | TV-Y      | 4 aprilie 1998 (Nickelodeon) 23 mai 2004 (Nicktoons)                                      | 30 martie 2004 (Nickelodeon) 15 iunie 2005 (Nicktoons)                           | 68         |
| 10               | Oh Yeah! Cartoons                         | TV-Y      | 19 iulie 1998                                                                             | 23 martie 2001                                                                   | 34         |
| 11               | The Wild Thornberrys                      | TV-Y      | 1 septembrie 1998                                                                         | 11 iunie 2004                                                                    | 91         |
| 12               | SpongeBob Pantaloni Pătrați               | TV-Y7     | 1 mai 1999                                                                                | prezent                                                                          | 316        |
| 13               | Rocket Power                              | TV-G      | 16 august 1999                                                                            | 30 iulie 2004                                                                    | 71         |
| Anii 2000        |                                           |           |                                                                                           |                                                                                  |            |
| 14               | As Told by Ginger                         | TV-Y7     | 25 octombrie 2000 (Nickelodeon) 24 noiembrie (Nicktoons)                                  | 4 iulie 2004 (Nickelodeon) 14 noiembrie 2006 (Nicktoons)                         | 60         |
| 15               | Nașii mei vrăjitori                       | TV-Y7     | 30 martie 2001 (Nickelodeon) 18 ianuarie 2017 (Nicktoons)                                 | 16 septembrie 2016 (Nickelodeon) 26 iulie 2017 (Nicktoons)                       | 172        |
| 16               | Invader Zim                               | TV-Y7     | 30 martie 2001                                                                            | 10 decembrie 2002                                                                | 27         |
| 17               | Cretăzona                                 | TV-Y      | 22 martie 2002                                                                            | 23 august 2008                                                                   | 40         |
| 18               | Aventurile lui Jimmy Neutron: Micul Geniu | TV-G      | 20 iulie 2002                                                                             | 25 noiembrie 2006                                                                | 58         |
| 19               | All Grown Up!                             | TV-Y      | 12 aprilie 2003                                                                           | 17 august 2008                                                                   | 55         |
| 20               | Viața mea de tânăr robot                  | TV-Y      | 1 august 2003 (Nickelodeon) 4 octombrie 2008 (Nicktoons)                                  | 9 septembrie 2005 (Nickelodeon) 2 mai 2009 (Nicktoons)                           | 40         |
| 21               | Danny Phantom                             | TV-Y7 FV  | 3 aprilie 2004                                                                            | 24 august 2007                                                                   | 53         |
| 22               | Avatar: Legenda lui Aang                  | TV-Y7 FV  | 21 februarie 2005                                                                         | 19 iulie 2008                                                                    | 61         |
| 23               | Catscratch                                | TV-Y      | 9 iulie 2005                                                                              | 10 februarie 2007                                                                | 20         |
| 24               | The X's                                   | TV-Y7     | 25 noiembrie 2005                                                                         | 25 noiembrie 2006                                                                | 20         |
| 25               | El Tigre: The Adventures of Manny Rivera  | TV-Y7     | 3 martie 2007 (Nickelodeon) 7 august 2008 (Nicktoons)                                     | 20 iunie 2008 (Nickelodeon) 13 septembrie 2008 (Nicktoons)                       | 26         |
| 26               | Tak and the Power of Juju                 | TV-Y7     | 31 august 2007                                                                            | 24 ianuarie 2009                                                                 | 26         |
| 27               | Înapoi la fermă                           | TV-Y7     | 29 septembrie 2007 (Nickelodeon) 12 septembrie 2011 (Nicktoons)                           | 18 septembrie 2010 (Nickelodeon) 12 noiembrie 2011 (Nicktoons)                   | 52         |
| 28               | Marea B!                                  | TV-Y7     | 26 aprilie 2008 (Nickelodeon) 6 noiembrie 2010 (Nicktoons)                                | 16 ianuarie 2010 (Nickelodeon) 18 iunie 2011 (Nicktoons)                         | 40         |
| 29               | Pinguinii din Madagascar                  | TV-Y7     | 28 noiembrie 2008 (Nickelodeon) 24 decembrie 2013 (Nicktoons)                             | 10 noiembrie 2012 (Nickelodeon) 19 decembrie 2015 (Nicktoons)                    | 149        |
| 30               | Fanboy și Chum Chum                       | TV-Y7     | 12 octombrie 2009                                                                         | 2 noiembrie 2012                                                                 | 100        |
| Anii 2010        |                                           |           |                                                                                           |                                                                                  |            |
| 31               | Planeta lui Sheen                         | TV-Y      | 2 octombrie 2010 (Nickelodeon) 4 mai 2012 (Nicktoons)                                     | 18 august (Nickelodeon) 15 februarie 2013 (Nicktoons)                            | 26         |
| 32               | Cățelușul FORTE                           | TV-Y      | 2 octombrie 2010 (Nickelodeon) 20 octombrie 2013 (Nicktoons)                              | 9 august 2013 (Nickelodeon) 4 aprilie 2015 (Nicktoons)                           | 60         |
| 33               | Winx Club                                 | TV-Y      | 27 iunie 2011 (Nickelodeon) 3 august 2015 (Nick Jr.)                                      | 16 februarie 2014 (Nickelodeon) 10 aprilie 2016 (Nick Jr.)                       | 208        |
| 34               | Kung Fu Panda: Legendele Teribilității    | TV-Y      | 19 septembrie 2011 (Nickelodeon) 15 februarie 2015 (Nicktoons)                            | 22 iunie 2014 (Nickelodeon) 29 iunie 2016 (Nicktoons)                            | 80         |
| 35               | Legenda lui Korra                         | TV-PG     | 14 aprilie 2012 (Nickelodeon) 25 iulie 2014 (Nick.com)                                    | 1 august 2014 (Nickelodeon) 19 decembrie 2014 (Nick.com)                         | 52         |
| 36               | Robot și Monstru                          | TV-Y7     | 4 august 2012 (Nickelodeon) 26 decembrie 2013 (Nicktoons)                                 | 21 noiembrie 2012 (Nickelodeon) 4 martie 2015 (Nicktoons)                        | 26         |
| 37               | Țestoasele Ninja (2012)                   | TV-Y7 FV  | 28 septembrie 2012 (Nickelodeon) 22 septembrie 2017 (Nicktoons)                           | 13 august 2017 (Nickelodeon) 12 noiembrie 2017 (Nicktoons)                       | 124        |
| 38               | Monștri contra Extratereștri              | TV-Y7     | 23 martie 2013                                                                            | 8 februarie 2014                                                                 | 26         |
| 39               | Sanjay și Craig                           | TV-Y7     | 25 mai 2013                                                                               | 29 iulie 2016                                                                    | 60         |
| 40               | Curierii de Pâine                         | TV-PG     | 17 februarie 2014 (Nickelodeon) 18 aprilie 2016 (Nicktoons)                               | 11 decembrie 2015 (Nickelodeon) 12 septembrie 2016 (Nicktoons)                   | 40         |
| 41               | Harvey Cioculeț                           | TV-Y7     | 28 martie 2015 (Nickelodeon) 1 martie 2017 (Nicktoons)                                    | 9 decembrie 2016 (Nickelodeon) 29 decembrie 2017 (Nicktoons)                     | 52         |
| 42               | Ferma nebunilor                           | TV-Y7     | 16 iulie 2015 (Nickelodeon) 25 septembrie 2016 (Nicktoons)                                | 26 februarie 2016 (Nickelodeon) 11 august 2018 (Nicktoons)                       | 40         |
| 43               | Casa Loud                                 | TV-Y7     | 2 mai 2016                                                                                | prezent                                                                          | 284        |
| 44               | Bunsen e o bestie                         | TV-Y7     | 16 ianuarie 2017 (Nickelodeon) 18 decembrie 2017 (Nicktoons)                              | 14 octombrie 2017 (Nickelodeon) 10 februarie 2018 (Nicktoons)                    | 26         |
| 45               | Bun Venit în Wayne                        | TV-Y7     | 24 iulie 2017 (Nickelodeon) 15 octombrie 2018 (Nicktoons)                                 | 21 septembrie 2017 (Nickelodeon) 31 mai 2019 (Nicktoons)                         | 30         |
| 46               | Aventurile Puștiului Pericol              | TV-Y7     | 15 ianuarie 2018                                                                          | 14 iunie 2018                                                                    | 12         |
| 47               | Ascensiunea Țestoaselor Ninja             | TV-Y7 FV  | 20 iulie 2018 (Nickelodeon) 12 octombrie 2019 (Nicktoons)                                 | 6 iulie 2019 (Nickelodeon) 7 august 2020 (Nicktoons)                             | 39         |
| 48               | Middle School Moguls                      | TV-Y7     | 2 septembrie 2019                                                                         | 29 septembrie 2019                                                               | 4          |
| 49               | Familia Casagrande                        | TV-Y7     | 14 octombrie 2019                                                                         | 30 septembrie 2022                                                               | 70         |
| Anii 2020        |                                           |           |                                                                                           |                                                                                  |            |
| 50               | El este Ponei                             | TV-Y7     | 18 ianuarie 2020 (Nickelodeon) 29 octombrie 2021 (Nicktoons)                              | 5 decembrie 2020 (Nickelodeon) 26 mai 2022 (Nicktoons)                           | 40         |
| 51               | Tabăra Coral: Cu SpongeBob mini-marini    | TV-Y7     | 4 martie 2021 (Paramount+) 2 aprilie 2021 (Nickelodeon)                                   | 10 iulie 2024 (Paramount+) prezent (Nickelodeon)                                 | 39         |
| 52               | Războinica și trolul                      | TV-G      | 2 aprilie 2021                                                                            | 25 iunie 2021                                                                    | 13         |
| 53               | Un show cu Patrick Stea                   | TV-Y7     | 9 iulie 2021                                                                              | prezent                                                                          | 57         |
| 54               | Poșta pe-aproape                          | TV-Y7     | 27 mai 2021 (Paramount+) 9 iulie 2021 (Nickelodeon)                                       | 21 octombrie 2022                                                                | 33         |
| 55               | Gașca Rugrats                             | TV-Y7     | 27 mai 2021 (Paramount+) 20 august 2021 (Nickelodeon) 14 martie 2024 (Nicktoons)          | 14 aprilie 2023 (Paramount+) 22 martie 2024 (Nickelodeon) prezent (Nicktoons)    | 45         |
| 56               | Star Trek: Protostar                      | TV-Y7     | 28 octombrie 2021 (Paramount+) 17 decembrie 2021 (Nickelodeon)                            | 5 august 2022 (Nickelodeon) 29 decembrie 2022 (Paramount+)                       | 40         |
| 56               | Star Trek: Protostar                      | TV-Y7     | 1 iulie 2024 (Netflix)                                                                    |                                                                                  | 40         |
| 57               | Marele Nate                               | TV-Y7     | 17 februarie 2022 (Paramount+) 5 septembrie 2022 (Nickelodeon) 11 martie 2024 (Nicktoons) | 26 august 2024 (Paramount+) 27 septembrie 2023 (Nickelodeon) prezent (Nicktoons) | 52         |
| 58               | Liceul Monștrilor                         | TV-Y7     | 6 octombrie 2022                                                                          | 24 octombrie 2024                                                                | 50         |
| 59               | Transformers: Scântei pe Pământ           | TV-Y7     | 11 noiembrie 2022 (Paramount+) 11 noiembrie 2022 (Nickelodeon)                            | 25 octombrie 2025 (Paramount+) prezent (Nickelodeon)                             | 44         |
| 60               | Piatră, Foarfecă, Hârtie                  | TV-G      | 12 februarie 2024                                                                         | prezent                                                                          | 20         |
| 61               | Nașii mei vrajitori: O nouă dorință!      | TV-Y7     | 20 mai 2024 (Nickelodeon) 14 noiembrie 2024 (Netflix)                                     | prezent                                                                          | 20         |
| 62               | Max și Minicavalerii                      | TV-PG     | 14 octombrie 2024 (internațional) 30 octombrie 2024 (Statele Unite)                       | prezent                                                                          | 10         |
| 63               | Wylde Pak                                 | VFA       | 6 iunie 2025                                                                              | prezent                                                                          | 26         |
| Seriale viitoare |                                           |           |                                                                                           |                                                                                  |            |
| 64               | Avatar: Seven Havens                      | VFA       | 2027                                                                                      |                                                                                  | 26         |